# Ordinariat für die armenischen Gläubigen in Griechenland
Das Armenisch-Katholische Ordinariat Griechenland (lateinisch Graeciae) wurde am 21. Dezember 1925 begründet und hat seinen Sitz in Athen. Das durch seine extreme Diasporasituation geprägte Ordinariat stieg von 1950 bis 2002 von 450 auf 550 Armenisch-Katholische Christen, die von dem einzigen Diözesanpriester des Ordinariates in der einzigen Gemeinde des Landes betreut werden.
Zwischen dem 7. Januar 2003 und dem 21. März 2015 war der armenische Bischof von Ispahan (Iran) der Apostolische Administrator des Ordinariates.

## Ordinarien
- Bischof Antoine Missirli (Apostolischer Vikar 1808–1824)
- Giuseppe Khantzian (1949–1973)
- Giovanni Koyounian (1973–1991)
- Erzbischof Nechan Karakéhéyan (1991–2000) (Apostolischer Administrator 2003–2015)
  - Hovsep Bezazian (Apostolischer Administrator 2015–2025)
  - Mikaël Bassalé ICPB (Apostolischer Administrator seit 2025)